# White Island (Isole Scilly)
White Island (cornico Ar Nor, di fronte alla terraferma) è una delle maggiori isole disabitate dell'arcipelago delle Isole Scilly, nel Regno Unito; sorge al largo della costa della più settentrionale tra le isole abitate dell'arcipelago, St Martin's, alla quale è unita da una lingua di terra tidale o istmo. L'isola è classificata come "Sito di Speciale Interesse Scientifico" (SSSI) e "Geological Conservation Review" ed è gestita dall'"Isles of Scilly Wildlife Trust" per conto del Ducato di Cornovaglia.
L'accesso all'isola può essere pericoloso quando l'istmo roccioso è coperto dal mare, in quanto esso è attraversato da forti correnti.
L'isola non deve essere confusa con un'isola molto più piccola con lo stesso nome, che si trova al largo delle coste di Samson.

## Storia
L'isola disabitata sorge al largo della costa settentrionale di St Martin's. Ha una superficie di circa 15.25 ettari ed era unita a St Martin's fino a tempi relativamente recenti. Nel 1814 la superficie dell'isola era stimata in 50 acri All'estremità nord-orientale dell'isola, fino al 1911 era possibile osservare un frammento di killas, un tipo di roccia metamorfica stratificata diffuso nel Devon e in Cornovaglia: questa tipologia di roccia un tempo ha verosimilmente coperto un'area molto maggiore.
Analogamente alle isole maggiori, i toponimi sono per lo più inglesi, con l'eccezione di 'Camper', sulla costa sud-orientale (che in lingua cornica significa marea o trespolo) e 'Porthmoren', una località a ovest della striscia di ciottoli e pietre che separa le due isole. In cornico moren significa fanciulla e porth è un punto di approdo. La parte nord-occidentale dell'isola si eleva fino a 21 metri di altezza ed è sormontata dai resti di una tomba a camera. Sono presenti altri monumenti antichi, inclusi diversi tumuli preistorici. Sono presenti anche due muri, che indicano la presenza di un sistema di campi coltivati e canali. L'analisi di uno dei tumuli, condotta nel 1975, ha mostrato che esso è profondo circa 3 metri, verosimilmente dotato di doppia muratura sul lato nord e probabilmente troppo piccolo per essere una capanna a pianta circolare. L'isola è classificata come 'Monumento Antico' solo in parte, ma l'ufficio archeologico della contea ha raccomandato l'iscrizione dell'intera isola.

## Storia naturale
White Island è classificata come SSSI per le praterie marittime presenti sulla sua linea di costa, per gli uccelli di mare nidificatori e per la sequenza di depositi del Pleistocene superiore del crepaccio di Chad Girt, che taglia quasi l'intera isola in due. La sequenza di depositi del periodo Quaternario è la seguente:
- una terrazza marina
- un promontorio granitico noto come Breccia di Porthloo, dal nome dell'omonimo sito su St Mary's
- ghiaia soliflussa nota come Ghiaia di Hell Bay (dal nome dell'omonima baia su Bryher), costituita da rocce sedimentarie clastiche e löss provenienti da materiale di origine glaciale nel Mare d'Irlanda
- un promontorio con massi erratici noto come Breccia di Bread and Cheese (dal nome del vicino sito su St Martin's).

Essendo situata al margine settentrionale dell'arcipelago, l'isola è particolarmente esposta a venti forti e nebbie saline. Di conseguenza, il sottile entisol è ricoperto da brughiera marittima trasportata dal vento, costituita principalmente da ginestra occidentale (Ulex gallii), erica cenerina (Erica cinerea) e brugo (Calluna vulgaris). La borracina inglese (Sedum anglicum), il ginestrino (Lotus corniculatus) e il caglio delle pietraie (Galium saxatile) crescono tra la prateria e le ginestre. Sui suoli più profondi domina la felce aquilina (Pteridium aquilinum), assieme al rovo comune (Rubus fruticosus) e al caprifoglio atlantico (Lonicera periclymenum). Lungo la costa occidentale dell'isola si trova una piccola area di prateria marittima, con le specie - comuni sulle Isole Scilly - della festuca rossa (Festuca rubra), dell'armeria marittima (Armeria maritima), della coclearia medicinale (Cochlearia officinalis), della piantaggine barbarella (Plantago coronopus) e della barbabietola di mare (Beta maritima). Nel mese di aprile 2001, su White Island fu convalidata, per la prima volta dal 1967 sulle Isole Scilly, la presenza del lichene Pseudocyphellaria aurata: si tratta di una specie comune nelle zone tropicali, rinvenuta spesso nella Macaronesia ma rara sulla terraferma europea e considerata specie protetta nel Regno Unito.

### Uccelli nidificatori
Su White Island si riproducono quattro specie di gabbiani e una specie di procellaria. Si tratta del mugnaiaccio (Larus marinus), dello zafferano (Larus fuscus), del gabbiano reale nordico (Larus argentatus), del gabbiano tridattilo (Rissa tridactyla) e del fulmaro (Fulmarus glacialis).